# Holics
Holics (szlovákul Holíč, németül Holitsch, korábban Weisskirchen) város Szlovákiában, a Nagyszombati kerület Szakolcai járásában.

## Fekvése
Szakolcától 6 km-re délnyugatra, a cseh határon fekszik.
Földrajzi koordinátái: é. sz. 48° 48′ 48″, k. h. 17° 09′ 42″48.813333°N 17.161667°E .

## Nevének eredete
Mai neve a szlovák Holik személynévből származik,[forrás?] korábbi magyar neve Újvár volt. Korábbi német neve a régi magyar Fejéregyház név tükörfordítása.

## Története
Már a tatárjárás előtt vízivár állt itt, ekkor Fejéregyház volt a neve. A település a 11. században a vár körül alakult ki. Első említése 1205-ben Wywar néven történik. 1228-ban II. András király határállomást létesített itt. Új vára a Morva partján, a sasvári határispánság váraként épült 1256 előtt, Sasvár helyett. Kezdetben királyi birtok volt, de még 1299 előtt Csák Máté szerezte meg. 1314-ben Luxemburgi János cseh király ostromolta a Csák Máté kezén levő várat, de a csehek csak ennek halála után, 1321-ben tudták elfoglalni. 1332-ben békekötéssel került vissza Magyarországhoz. A település a 14. század folyamán fontos határmenti kereskedelmi központtá fejlődött. 1389-ben Luxemburgi Zsigmond a Stíbor családnak adta. A vár uradalma ekkor már eléggé kiterjedt volt, északon a cseh határig, keleten Szenicéig, nyugaton a Morva folyóig ért. A várat a 16. században várkastéllyá építették át. A 17.–18. században a Czobor és a Bakics családok birtokolták. 1736-ban a Habsburgoké lett, akik 1749 és 1754 között a várat kétemeletes nyaralónak építették ki, külső várárkát feltöltötték, ekkor kapta meg a település városi jogait. 1746-ban Lotaringiai Ferenc császár majolikagyárat alapított itt, melynek termékei híresek voltak.
Vályi András szerint "HOLICS. Mező Város Nyitra Várm. földes Ura a’ F. Tsászár, lakosai katolikusok, és evangelikusok, ’s számos zsidók, fekszik Pozsonyhoz négy méntföldnyire. Nevezetesíti e’ Várost, a’ pompás Királyi Vár, melly kő fallal, és sántzokkal vagyon körűl vétettetve, ’s az egész Városnak nagy díszt, és ékességet szolgáltat; híresítik egyszers’smind az egész Hazában esméretes holicsi fejér, és virágos asztali edények, mellyeknek készítő műhelyét Ferentz Tsászár 1746ban állíttattá fel, és azolta, mindenkor nagyobb tökélletességre emelkedik, ’s híresedik is. A’ Királyi kátsáknak vadászattyai is emlékezetet érdemlenek, mellyek itten leg inkább ősszel tartatnak, az ide való négy szegeletű tóban, nem puskával szokták vadászni a’ vad kátsákat, hanem mesterséges tőrös hállóval, mellyet a’ melly kátsák észre vesznek, és magokat repűlésekkel a’ veszedelemből ki szabadítani akárják, éppen akkor fogattatnak meg; és így a’ vadászat mind mulatságosabb, mind pedig hasznosabb, mert puska por nélkül történik, és egyszerre igen nagy számmal akadnak a’ hálóba; a’ Tsászári ménes is különösen nevezetes, melly Koptsánhoz nem meszsze vagyon. Határja jó, fája tűzre, és épűletre van, dohányt is sokat termesztenek lakosai, és szép jövedelmek van belőle, azon kivül keresetre jó módgyok, réttyei jók, legelője elég, piatza, malma helyben."
Fényes Elek szerint "Holics, egy szép vegyes tót-ném. mv., Nyitra vgyében, s feje egy cs. k. uradalomnak, közel a Morva vizéhez, N. Szombathoz 6, Pozsonyhoz 10 mföldnyire. Hajdan erős várral dicsekedett, ugy hogy a Bocskay-háboruban bár többször ostromoltatott; mindazáltal Révay Péter várkapitány mindannyiszor megoltalmazta. Azonban Bethlen Gábortól elfoglaltatván, fegyver és tűz által nagyon megrongáltatott. Innen ragadta el Bakics Péter detrekői várába Forgách Susánnát Révay Ferencz feleségét, minekután a várat éjjel meglepte. – A régi időkben az ide tartozó uradalommal együtt a hatalmas Stibor vajda birta; későbben Révayaké lett, azután gr. Czoboré; ettől megvette I. Ferencz német császár, kinek halála óta mindig az uralkodó császár és király birtokában volt és van. – Utczái a városnak szélesek; házai csinosak; piacza, mellyen tartatnak héti- és országos vásárok, tágas. – A cs. k. mulatókastélyhoz egy kétszeres hársfasor, 2 hid, s ezen kivül 1–2 sáncz-árkon keresztülhuzott felvonó-hid viszen. A külsőben ezen sáncz-árkok közül a legszebb zöld pázsitot, a másodikban pedig kertet láthatni, mellyben legjobb izü gyümölcsös, burgundiai szőlőtőkék s baraczkfák díszlenek. A 3 emeletes kastélyban van egy chinai tánczoló- s ebédlő-terem, császár-módra kiékesitett szobák, egy pompás kápolna 3 karzattal együtt, több földalatti menetel. – 1805-ben az auszterliczi ütkzet után itt jöttek öszve Europának akkori legnagyobb fejedelmei s hadvezérei. 

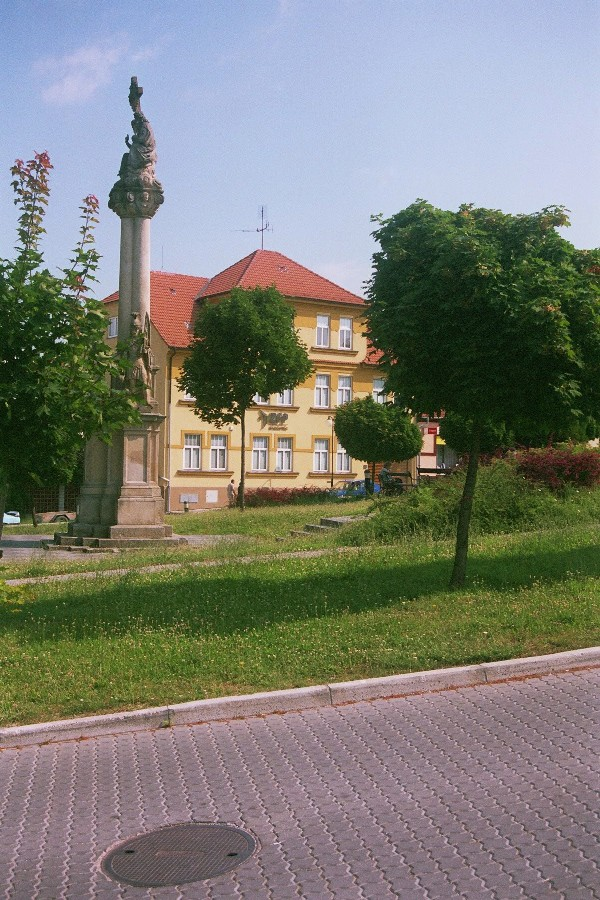
Holics főtere

Mindjárt a fő épület mellett terül el a fáczányos kert, melyet a felséges vendégek vadászat kedveért gyakran meglátogatnak. – Emlitést érdemel a konyhakertben lévő kásztor-tó (Biber, Castor) vagy hod-tó, hol ritkaság kedveért ezen állatokból egynehány darab mindig tartatik. Nevezetes épületek még itt: a kath. paroch. templom, az evang. szentegyház, a synagóga, a cs. k. harminczad és postaháza, a régi elhagyatott kapuczinusok klastroma; kőedénygyár; az 5 emeletes gabona-tárház; a gazdasági tisztek házai; – s végre a fél mfldnyi hosszaságu, csupa kövekből épitett pompás töltés, melly a Morva vizén, szigetein, lapályain Morvaországba Göding városába viszen. Lakosai Holicsnak 4515 lélek, u. m. 3091 kath., 423 evang., 1001 zsidó, kik földmivelésből, kereskedésből s mesterségekből táplálják magokat, s igen vagyonosak. Határa ámbár homokos több helyeken, mégis jó mivelt s termékeny; rétjei kövérek; erdeje szép, de nem sok; legelő bővebb. – Millyen virágában van a spanyol nemes juhok tenyésztése, s millyen tömérdek befolyással volt ez a juhok nemesbitésére nem csak magyar hazánkban, hanem az egész monarchiában közönségesen tudva van; sőt a szaporitásra alkalmatos anyajuhok s kosok eladása által most is hasznot árasztani meg nem szünik. – A juhokon kivül nézésre méltó még a tehenészet, hol különféle faju, de válogatott szépségü tehenek tartatnak."
A trianoni békeszerződésig Nyitra vármegye Szakolcai járásához tartozott.

## Népessége
| Év:            | 1994.  | 2004.   | 2014.   | 2024.   |
| -------------- | ------ | ------- | ------- | ------- |
| Emberek száma: | 11 261 | 11 617  | 11 181  | 10 858  |
| Eltérés:       |        | +3,16 % | -3,75 % | -2,88 % |

| Év:            | 2023.  | 2024.   |
| -------------- | ------ | ------- |
| Emberek száma: | 10 928 | 10 858  |
| Eltérés:       |        | -0,64 % |

1880-ban 5292 lakosából 4039 szlovák, 971 német, 70 magyar, 6 egyéb anyanyelvű és 205 csecsemő volt. Ebből 3765 római katolikus, 847 izraelita, 676 evangélikus, 3 református és 1 egyéb vallású volt.
1910-ben 5522 lakosából 4560 szlovák, 584 német és 266 magyar anyanyelvű volt.
2001-ben 11416 lakosa volt, ebből 10711 szlovák, 420 cseh, 113 cigány, 55 ukrán, 15 magyar, 15 orosz, 8 lengyel, 5 német, 2 morva, 1 bolgár, 6 egyéb és 64 ismeretlen nemzetiségű volt.
2011-ben 11 255 lakosából 10 508 szlovák, 238 cseh, 85 magyar, 60 ukrán, 41 cigány, 30 morva, 14 orosz, 7 lengyel, 2 német, 1 zsidó, 17 egyéb és 249 ismeretlen nemzetiségű volt.

## Nevezetességei

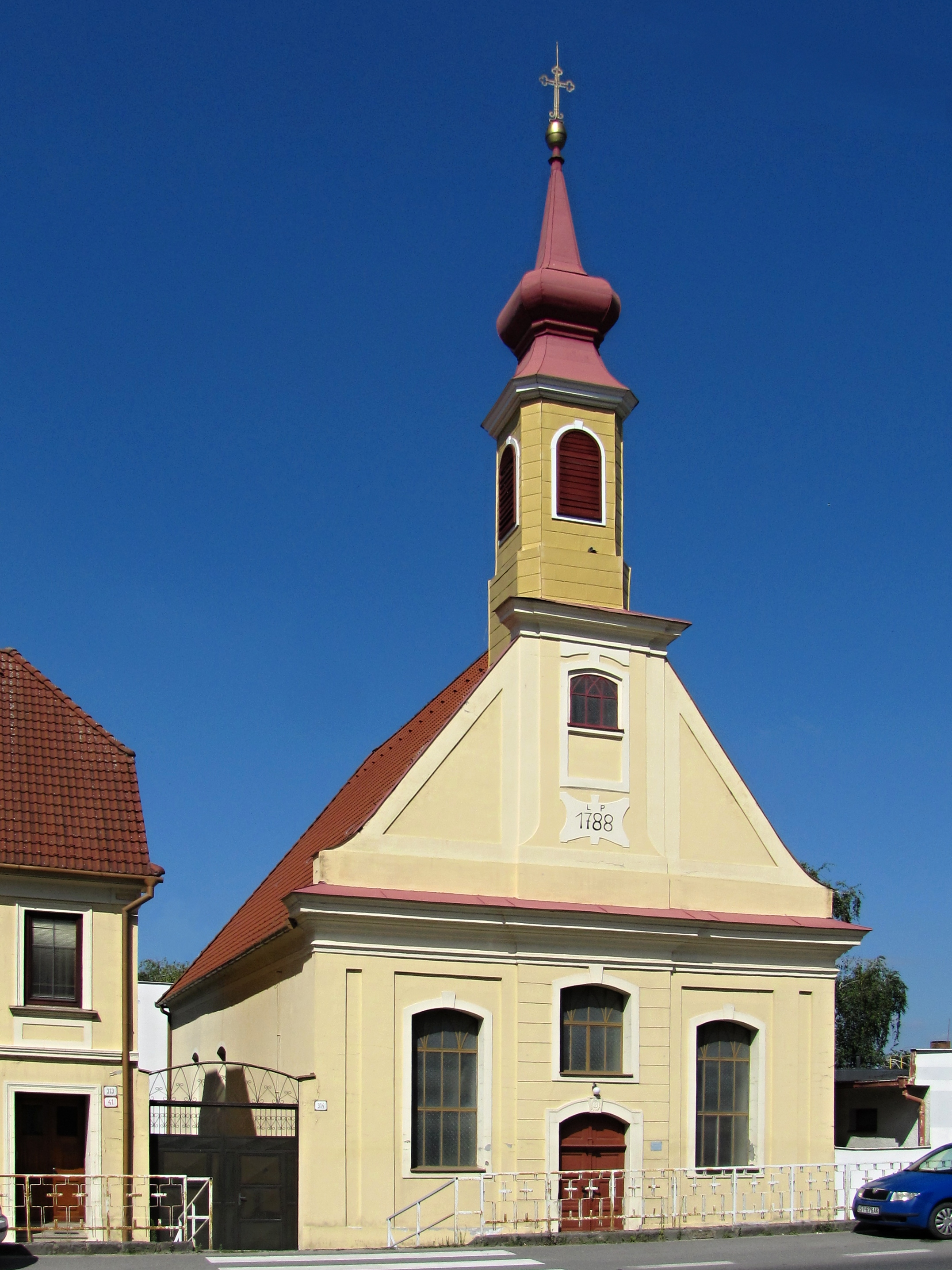
Az evangélikus templom
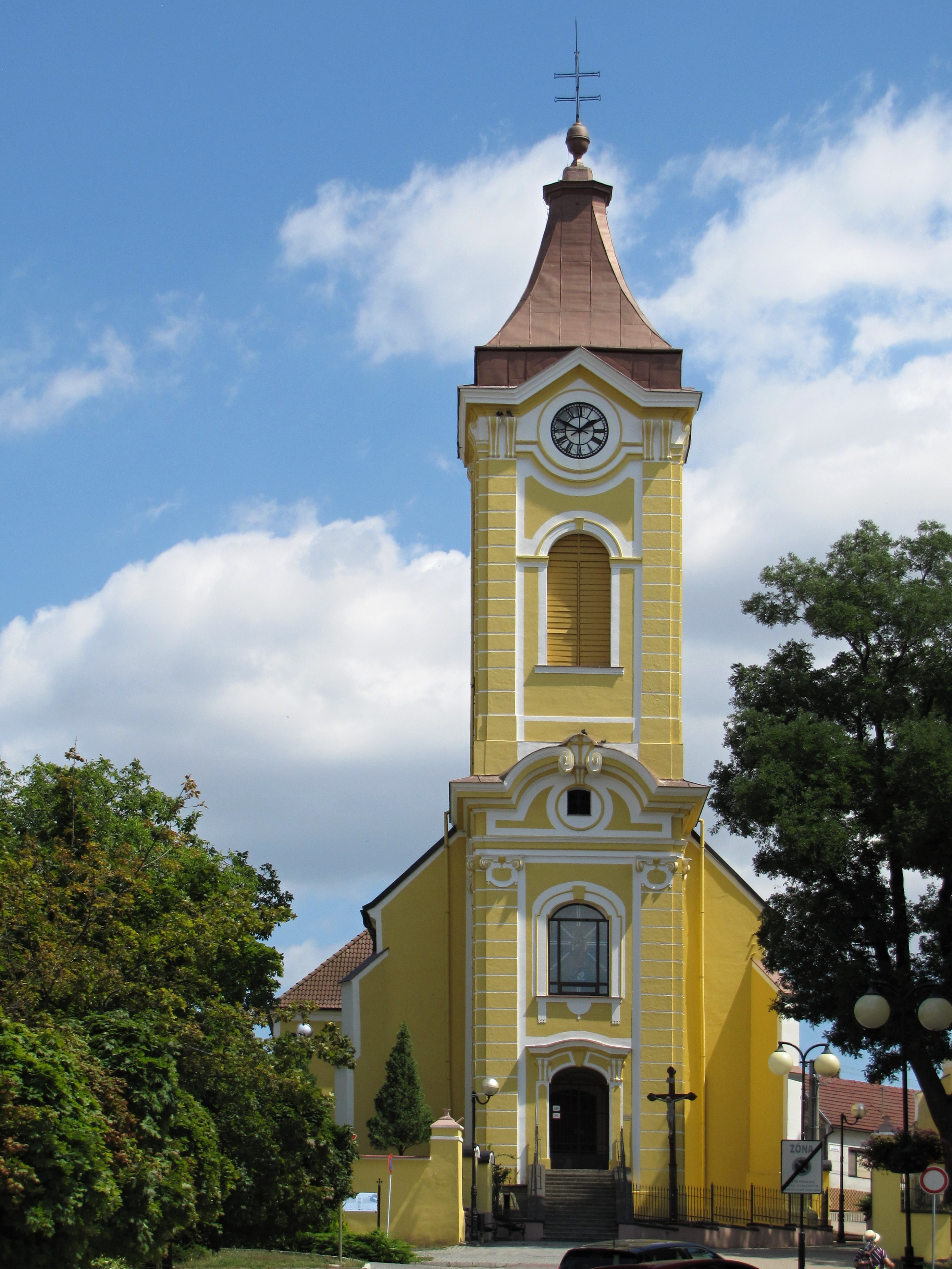
A Jézus Szíve templom

- Várkastélya egykor császári nyaraló volt, berendezése, bútorai ma is sértetlenek.
- A kapucinusok templomát és kolostorát Lotaringiai Ferenc császár építtette 1752 és 1755 között barokk-klasszicista stílusban. Mellékkápolnájában áll a Fájdalmas Szűzanya szobra, amely eredetileg 1683 és 1782 között a brucki Ágoston-rendi templomban volt búcsús tisztelet tárgya, ahonnan a rend feloszlatásakor egy özvegy megvásárolta, fia pedig – aki Holicsban volt káplán – elkérte tőle a szobrot.
- A Jézus Szíve templomot 1387-ben építették, eredetileg Szent Márton tiszteletére volt szentelve és 1780-ig plébániatemplom volt. A 17. század végén barokkban építették át és tornyot építettek hozzá.

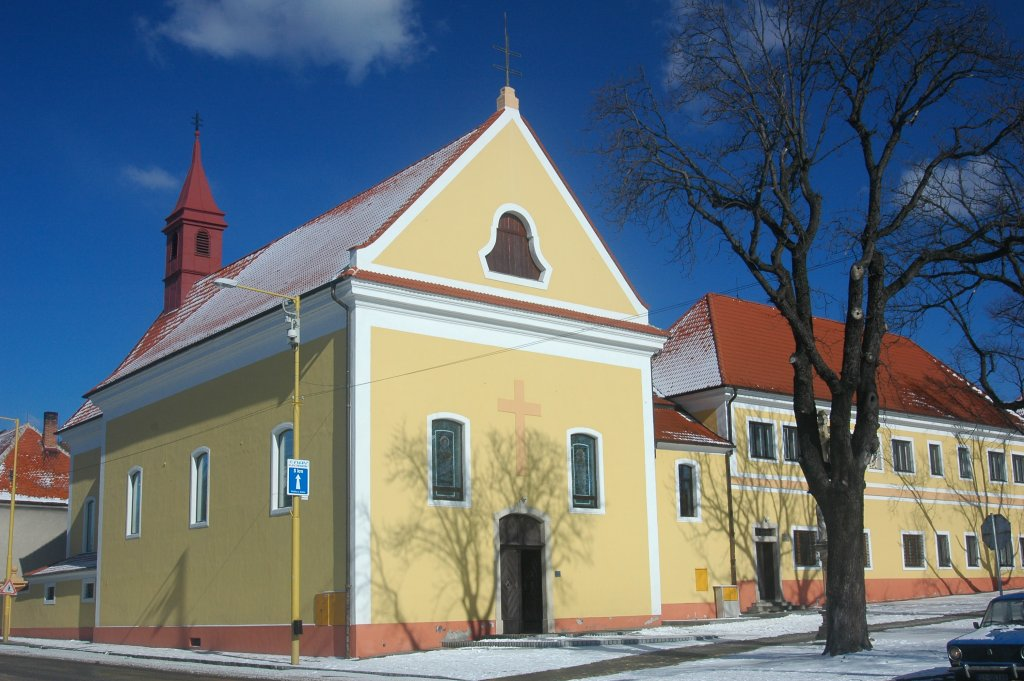
A kapucinus kolostor

- A Városháza épülete 1624-ben készült el, 1910-ben szecessziós stílusban építették át.
- A Majolikagyárat a 18. század közepén Lotaringiai Ferenc építtette. 1783 és 1791 között tovább bővítették. 1836-tól kaszinó, valamint táncterem és színházterem működött benne.
- A Lorettói kápolna eredetileg román stílusú templom volt és így a város legrégibb épülete. A 16. században ortodox templomként működött. Mai barokk formáját a 18. századi átépítéskor kapta.
- A Szent Flórián kápolna a korábbi temetőkápolna helyén épült, barokk-klasszicista stílusban.
- A városnak 19. századi vízimalma és szélmalma is van.

## Neves személyek
- Itt született 1660 körül Spátay Gábor kanonok, választott püspök.
- Itt született 1669-ben Szluha Ferenc nádori ítélőmester, Komárom vármegye alispánja, udvari tanácsos.
- Itt született 1674-ben Hávor István Jézus-társasági áldozópap és tanár.
- Itt született 1694-ben Tolvay Imre Jézus-társasági áldozópap és tanár.
- Itt született 1714-ben Macsal György Jézus-társasági áldozópap és tanár.
- Itt született 1760-ban Jurenák János országgyűlési követ, modori polgármester.
- Itt született 1799-ben Petrovics Frigyes történész, jogtudós, a Magyar Tudományos Akadémia rendes tagja (1830).
- Itt született 1816-ban Gerley János Pozsony vármegye főorvosa.
- Itt született 1857-ben Karl Glaszner fényképesz.[6]
- Itt született 1865-ben Czobori Károly zenei kultúrszervező, szakolcai és 1919-1928 között nyitrai polgármester.
- Itt született 1871-ben Sebesta Ottó természettudós, író, tanár.
- Itt született 1887-ben Pavol Macháček szlovák plébános, csehszlovák politikus, parlamenti képviselő, a második világháború alatt emigráns ellenálló.
- Itt született 1897-ben Daniel Rapant szlovák levéltáros, történész, egyetemi oktató.
- Itt tanult Ludwig Polzer-Hoditz katonatiszt, politikus, író, antropozófus.
- Itt szolgált Kupeczky János festő.
- Itt szolgált Beck Ábrahám rabbi.
- Itt szolgált Kuny Domokos keramikus.
- Itt alkotott Schweiger Antal magyar szobrászművész, kőfaragó mester.
- Itt hunyt el  1923. augusztus 6-án Agnelli József növénynemesítő, római katolikus pap.
- Itt nyugszik Hamar Kálmán Vince (1876-1963) esperes, plébános.

## Külső hivatkozások
- Hivatalos oldal
- Holics vára a szlovák várat honlapján
- Holics a szlovák múzeumok honlapján
- Alapinformációk
- Holics a Via Sancti Martini honlapján
- E-obce.sk